# Tomas Mor
Tomas Mor (engl. Thomas More; London, 7. februar 1478 — Tauer Hil, London, 6. jul 1535) bio je engleski humanista, književnik i državnik.

## Biografija
Tomas Mor je bio sin uglednog londonskog advokata i sudije Džona Mora. Po završetku osnovnog obrazovanja postao je paž kanterberijskog nadbiskupa Džona Mortona, gde se upoznao sa opasnostima i intrigama političkog života. To je snažno uticalo na mladog Tomasa, pa je i pored aktivnog političkog delovanja često razmišljao o povlačenju u neki manastir. Pod Mortonovim pokroviteljstvom i uz očevo odobrenje odlazi na Oksford, gde studira grčku i latinsku književnost. Ubrzo, po očevoj želji, vraća se u London da studira pravne nauke. Međutim, i pored velikog zalaganja u izučavanju prava, Mor nastavlja da se bavi književnošću, jezikom, filozofijom i teologijom. Pored velikog broja učenih ljudi, upoznaje i Erazma Roterdamskog, s kojim se brzo sprijateljio i koji mu je posvetio svoje delo Pohvala ludosti.
Posle završenih studija prava, Mor započinje uspešnu advokatsku karijeru, koja traje oko 15 godina. I pored učešća u javnom životu, i dalje gaji želju da se povuče u manastir. Ispod odela uvek je nosio grubu košulju od kostreti, kako bi trpeo telesne patnje.
Kada je već stekao ugled kao advokat, dobija poziv od kralja Henrija VIII da bude javni službenik na njegovom dvoru. Mor je znao da je ta služba puna rizika i da je slabije plaćena nego advokatura, ali je ipak prihvatio. Između ostalog, bio je zadužen da piše napade na Martina Lutera, osnivača protestantizma.
Kada se Mor prihvatio službe na dvoru, kralj Henri VIII je još uvek bio u dobrim odnosima sa rimskim papom Lavom X, ali je ubrzo došlo do razlaza zbog papinog neprihvatanja da prizna Henrijev razvod od prve žene, Katarine Aragonske (zbog kraljeve optužbe da mu nije obezbedila muškog naslednika). Vrhovni sudija, kardinal Volsi, nije uspeo da ubedi papu da prizna razvod, pa je na njegovo mesto postavljen Mor, koji se privatno nije slagao sa kraljevim potezima, ali javno nije dovodio u pitanje njegove odluke i suverenitet.
Kao vrhovni sudija, Mor se usredsredio na dva osnovna zadatka: 1.oblikovanje i unapređivanje sudskog sistema, 2.otkrivanje i sankcionisanje postupaka koje je smatrao opasnim po državu i crkvu. Njegove reforme su bile toliko temeljne i sveobuhvatne da ih mnogi porede sa Kromvelovim reformama iz 1530-ih godina. Na ovoj poziciji Mor je proveo 31 mesec. Kao slobodouman i savestan čovek on je sve više ulazio u sukob sa kraljem. Otvoreno se usprotivio njegovom i Kromvelovom pokušaju da preko parlamenta ukinu slobodu crkve koja joj je bila zagarantovana u Magna Carta. Čak je podneo ostavku kada se kralj razveo od Katarine i oženio Anom Bolen, ali je Henri nije prihvatio.
Godine 1534. Mor odbija da prihvati dekret po kojem bi svako Anino dete bilo punopravni naslednik prestola, kao i da prizna Henriju apsolutnu svetovnu i duhovnu vlast u Engleskog. Uhapšen je i zatvoren u zloglasni londonski Tauer (The Tower of London). Odbija sve molbe porodice i prijatelja da potpiše dekret. Tokom zatočenja bavi se pisanjem pobožnih tekstova i tumačenjem Svetog pisma. Pogubljen je 6. jula 1535. godine i sahranjen u kraljevskoj kapeli Sveti Petar u lancima, a četiri veka kasnije, 19. maja 1935, Katolička crkva ga je proglasila svecem.
Pisao je dela na engleskom i latinskom jeziku, a najpoznatije mu je delo Utopija, u kojem kritikuje društvene prilike u Engleskoj i suprotstavlja im viziju o idealnoj zajednici na zamišljenom ostrvu Utopiji.

## Bibliografija
- More, Thomas. Yale Edition of the Complete Works of St. Thomas More (New Haven and London 1963–1997) links
- Roper, William, The Life of Sir Thomas More (1556) ed. by Gerard B. Wegemer and Stephen W. Smith (Center for Thomas More Studies, 2003) Архивирано на веб-сајту  (8. јун 2012)
- More, Thomas, Utopia (Norton Critical Editions) ed. by George M. Logan and Robert M. Adams (3rd. ed. 2010)
- More, Thomas, Saint Thomas More: Selected Writings ed. by John F. Thornton (2003)
- More, Thomas, The Last Letters of Thomas More ed. by Alvaro de Silva (2001)
- More, Thomas (2004).  Gerald B. Wegemer; Stephen W. Smith, ур. A Thomas More Source Book. Catholic University of America Press.

## Literatura
- Мала енциклопедија Просвета, треће издање, Београд, 1978.
- Roper, William (1986). Das Leben des Thomas Morus. L. Schneider Verlag. ISBN 978-3-7953-0635-9..
- Richard Marius (1987). Thomas Morus. Eine Biographie. Benziger Verlag. ISBN 978-3-545-34054-1., Zürich. .
- Peter Berglar (1978). Die Stunde des Thomas Morus. Einer gegen die Macht. Freiburg..
- Joseph Bernhart (1979). Thomas Morus. Konrad. ISBN 978-3-87437-156-8.. .
- Hans Peter Heinrich (1991). Thomas Morus. Mit Selbstzeugnissen und Bilddokumenten. Rowohlt. ISBN 978-3-499-50331-3., 3. Aufl., Reinbek bei Hamburg. .
- Dietmar Herz (1999). Thomas Morus zur Einführung. Hamburg: Junius. ISBN 978-3-88506-301-8.. .
- Stephan Füssel (editors): Thomas Morus 1477/78-1535. Humanist – Staatsmann – Märtyrer. München. 1987. ISBN 978-3-7705-2432-7.. Katalog zur Ausstellung des Moreanum 1987 in der Stadtbibliothek Nürnberg, Fink (Pirckheimer-Jahrbuch, Band 3). .
- Mertz, Thomas (2011). Thomas Morus begegnen. Sankt Ulrich Verlag. ISBN 978-3-86744-078-3..
- Ulrich Arnswald, Hans-Peter Schütt (editors): Thomas Morus’ Utopia und das Genre der Utopie in der Politischen Philosophie. KIT Scientific Publishing. 2011. ISBN 978-3-86644-403-4., Karlsruhe. . (Volltext Архивирано на веб-сајту  (30. јул 2014)).
- Ackroyd, Peter (1999). The Life of Thomas More. Nan A. Talese. ISBN 9780385477093.
- Basset, Bernard, SJ (1965). Born for Friendship: The Spirit of Sir Thomas More. London: Burns & Oates.
- Berglar, Peter (2009). Thomas More: A Lonely Voice against the Power of the State. New York: Scepter Publishers. ISBN 978-1-59417-073-7. (Note: this is a 2009 translation (from the original German, by Hector de Cavilla) of Berglar's 1978 work Die Stunde des Thomas Morus – Einer gegen die Macht. Freiburg 1978; Adamas-Verlag, Köln . Berglar, Peter (1998). Thomas More: A Lonely Voice Against the Power of the State. Scepter Publishers. ISBN 3-925746-78-1.)
- Brady, Charles A. (1953). Stage of Fools: A Novel of Sir Thomas More. Dutton.
- Brémond, Henri (1904) – Le Bienheureux Thomas More 1478–1535 (1904) as Sir Thomas More (1913) translated by Henry Child;
  - 1920 edition published by R. & T. Washbourne Limited, OCLC 1224822, 749455885;
  - Paperback edition by Kessinger Publishing, LLC (26 May 2006) with  978-1-4286-1904-3;
  - published in French in Paris by Gabalda, 1920, OCLC 369064822

(Note: Brémond is frequently cited in Berglar (2009))
- Bridgett, Thomas Edward (1891). Life and Writings of Sir Thomas More, Lord Chancellor of England and Martyr under Henry VIII.
- Chambers, RW (1935). Thomas More. Harcourt, Brace.
- Guy, John (1980). The Public Career of Sir Thomas More. Yale University Press. ISBN 978-0-300-02546-0.
- ——— (2000). Thomas More. Arnold. ISBN 978-0-340-73138-3.
- ——— (2009). A Daughter's Love: Thomas More and His Daughter Meg. Fourth Estate. ISBN 9780007192311.
- Hiscock, Andrew; Wilcox, Helen, ур. (2017). The Oxford Handbook of Early Modern English Literature and Religion. Oxford: University Press. ISBN 978-0-19-165342-1.
- House, Seymour B. (2008). „More, Thomas”. Oxford Dictionary of National Biography (online изд.). Oxford University Press. doi:10.1093/ref:odnb/19191. (Subscription or UK public library membership required.)
- Marius, Richard (1984). Thomas More: A Biography. Vintage Books. ISBN 9780394741468.
- ——— (1999). Thomas More: a biography. Harvard University Press. ISBN 978-0-674-88525-7.
- More, Cresacre (1828). The Life of Sir Thomas More by His Great-Grandson. W. Pickering. стр. 344.
- Moynahan, Brian (2014). God's Bestseller: William Tyndale, Thomas More, and the Writing of the English Bible—A Story of Martyrdom and Betrayal. St. Martin's Publishing Group. ISBN 978-1-4668-6650-8.
- Mueller, Janel; Loewenstein, David, ур. (2002). The Cambridge History of Early Modern English Literature. Cambridge University Press. ISBN 978-0-521-63156-3.
- Phélippeau, Marie-Claire (2016). Thomas More. Gallimard.
- Reynolds, EE (1964). The Trialet of St Thomas More.
- ——— (1965). Thomas More and Erasmus. New York, Fordham University Press.
- Ridley, Jasper (1983). Statesman and Saint: Cardinal Wolsey, Sir Thomas More, and the Politics of Henry VIII. Viking Press. ISBN 0-670-48905-0.
- Roper, William (2003),  Wegemer, Gerard B; Smith, Stephen W, ур., The Life of Sir Thomas More (1556) (PDF), Center for Thomas More Studies, Архивирано из оригинала (PDF) 08. 06. 2012. г., Приступљено 28. 07. 2012
- Roper, William (2007). The Life of St. Thomas More. Benediction Classics. ISBN 978-1-4092-2795-3.
- Stapleton, Thomas, The Life and Illustrious Martyrdom of Sir Thomas More (1588) (PDF), Архивирано из оригинала (PDF) 29. 12. 2016. г., Приступљено 3. 1. 2016.
- Wegemer, Gerard (1985). Thomas More: A Portrait of Courage. Scepter Publishers. ISBN 978-1-889334-12-7.
- Wegemer, Gerard (1996). Thomas More on Statesmanship. Catholic University of America Press. ISBN 978-0-8132-0836-7.
- Wordsworth, Christopher (1810). Ecclesiastical Biography, Or, Lives of Eminent Men Connected with the History of Religion in England. 2. London: Rivingtons.
- Gushurst-Moore, André (2004), „A Man for All Eras: Recent Books on Thomas More”, Political Science Reviewer, 33: 90—143.
- Guy, John (2000), „The Search for the Historical Thomas More”, History Review: 15+[мртва веза].
- Miles, Leland (1965). „Persecution and the Dialogue of Comfort: A Fresh Look at the Charges against Thomas More”. Journal of British Studies. 5 (1): 19—30. JSTOR 175180. S2CID 143128538. doi:10.1086/385507.
- More, Thomas (1947),  Rogers, Elizabeth, ур., The Correspondence of Sir Thomas More, Princeton University Press.
- ——— (1963—1997), Yale Edition of the Complete Works of St. Thomas More, Yale University Press.
- ——— (2001),  da Silva, Álvaro, ур., The Last Letters of Thomas More.
- ——— (2003),  Thornton, John F, ур., Saint Thomas More: Selected Writings.
- ——— (2004),  Wegemer, Gerald B; Smith, Stephen W, ур., A Thomas More Source Book, Catholic University of America Press.
- ——— (2010),  Logan, George M; Adams, Robert M, ур., Utopia, Critical Editions (3rd изд.), Norton.

## Spoljašnje veze
- Утопија Томаса Мора, Историјска читанка
- The Center for Thomas More Studies at the University of Dallas
- Thomas More Chambers – The Chambers of Mr Geoffrey Cox QC, MP.
- Thomas More Studies database Архивирано на веб-сајту  (20. јун 2012): contains several of More's English works, including dialogues, early poetry and letters, as well as journal articles and biographical material
- Sir Thomas More: A Man for One Season Архивирано на веб-сајту  (12. јул 2012), essay by James Wood. Presents a critical view of More's religious intolerance
- More and The History of Richard III
- Thomas More and his Utopia by Karl Kautsky
- Thomas More and Utopias Архивирано на веб-сајту  (7. новембар 2020) – a learning resource from the British Library
- Integrity and Conscience in the Life and Thought of Thomas More by Professor Gerard Wegemer
- body and head of Thomas More at Find A Grave
- Patron Saints Index entry – Saint Thomas More biography, prayers, quotes, Catholic devotions to him.
- Trial of Sir Thomas More at the University of Missouri-Kansas City UMKC School of Law